# KFNB – Columbus
Die Dampflokomotive Columbus war eine Lokomotive der KFNB. Sie wurde von der Lokomotivfabrik William Norris 1837 geliefert und entsprach der „B“-Type der Fabrik mit Achsformel 2'A.
Im Unterschied zu den englischen (z. B. Austria und Vindobona) und belgischen (z. B. Saturn) Maschinen mit innenliegenden Zylindern und gekröpfter Treibachse, hatte die Columbus einen völlig anderen Aufbau. Sie hatte außenliegende Zylinder und gerade Treibachsen. Für wartungstechnische Arbeiten war das von entscheidendem Vorteil. Damals konnten nämlich in Österreich gekröpfte Achsen nicht hergestellt werden. Sie mussten aus dem Ausland eingeführt werden, was wegen häufiger Kurbelachsbrüche sehr teuer kam.
Die Columbus war der Philadelphia recht ähnlich, ansonsten hatte sie hinter dem Schlot nach amerikanischem Vorbild eine Signalglocke, die aber bei späteren Lokomotiven nicht mehr installiert wurde.
Die Columbus wurde 1852 abgebrochen.